# هارلي كوين راسبورا
هارلي كوين راسبورا (بالإنجليزية: Harlequin rasbora)‏ (باللاتينية: Rasbora heteromorpha)، هي سمكة زينة من فصيلة الراسبورا موطنها تايلاند وتتواجد أيضاً وتفرخ بكثره في سنغافورة، حجمها صغير حوالي من 6 إلى 8 سم على الأكثر، وتمتاز السمكة بهدوئها. الجسم لونه أحمر وردي في النصف الأخير من الجسم أما المنتصف الامامي فهو ملون بألوان قوس قزح، أما زعانف الظهر والذيل فلونهم أحمر ويميز الجسم وجود مثلث لونه أسود على جانبي الجسم.